# Erythroplatys cardinalis
Erythroplatys cardinalis là một loài bọ cánh cứng trong họ Cerambycidae.